# 奥瑟·温特
奥瑟·温特（丹麥語：Aase Winther；1939年—），娘家名奥瑟·斯文森（Aase Svendsen），是丹麥已退役女子羽球運動員。
奥瑟·温特四次在丹麥國家錦標賽中奪得女子雙打冠軍。她的搭檔分別是1949年的基尔斯滕·托恩达尔，1955年的安妮·約根森和1956年、1960年的英厄·比吉特·漢森。她在1949年打進了全英羽球公開錦標賽女子單打決賽。她也代表丹麥參加1960年優霸盃。